# 宜昌路救火会
宜昌路救火会，位于上海市普陀区宜昌路216号，即宜昌路与西苏州路交汇处。该建筑为日商集资，由上海公共租界工部局于1932年兴建，并直属于工部局火政处，是其下属的六个救火会之一。建筑原高四层，后局部加盖为六层，占地1800平米，总建筑面积为3130平方米。现为上海市消防救援总队普陀区宜昌消防救援站使用。该救火会建筑于1999年成为第三批上海市优秀历史建筑，2004年为普陀区登记不可移动文物。

## 历史
上海公共租界西区北部沿苏州河一带，多为日商开办的纱厂。该区最早由静安寺救火会负责，考虑到静安寺距离苏州河一带较远。1932年，该处的日商纷纷集资，向工部局申请于此处新建救火会。工部局最后选址于宜昌路西苏州路口兴建救火会大楼，并以路名命名为宜昌路救火会。该救火会成立后，主要负责康定路以北，西至武宁路，东至西苏州路等地区的消防安全。当时，救火会除了负责本辖区的消防外，另承担一些其他事物。宜昌路救火会就负责工部局火政处下辖消防士官、技术员和一般消防员的训练。
1941年，日军接管了救火会。1945年以后，由上海市警察局接管。1949年后一度由上海市军事管制委员会管理，直至1951年，改隶上海市公安局消防处，正式更名为消防处第四区宜昌路区队。1973年，更名消防处第三大队宜昌路消防中队。1983年1月至今，为武警部队上海市总队消防处第三大队宜昌路消防队。
2011年，入选普陀区文物保护单位。

## 建筑
宜昌路救火会大楼，为钢筋混凝土结构，高四层，局部为六层，中庭设有40米高的火警瞭望塔。大楼外部为现代主义风格，采用竖向构图，内廊式结构。底层车库和部分楼层仍作为消防队使用。其余部分改作居民住宅。中庭瞭望塔，呈方形，并逐渐向上收拢，顶部为八角形敞亭。但现无使用的需求，已闲置多年。